# Hispanoamerika

Procentuální zastoupení španělsky mluvícího obyvatelstva
50 %
30 %
20 %
10 %
5 %
2 %

Jako Hispanoamerika (španělsky Hispanoamérica) se označují souhrnně latinskoamerické (iberoamerické) země Střední Ameriky a Jižní Ameriky, ve kterých se mluví španělsky. Nepočítá se sem tedy zejména portugalsky mluvící Brazílie (Lusoamerika). Pojem Hispanoamerika se občas nepřesně chápe jako synonymum k pojmu Iberoamerika nebo Latinská Amerika.
Obyvatelstvo této části světa tvoří převážnou část hispanofonních obyvatel mimo Španělska, kam přináleží obyvatelé dřívějších španělských kolonií na celém světě. Jedná se přibližně o 380 miliónů lidí. Kromě amerických států  se za hispanofonní (španělsky mluvící) považují i Rovníková Guinea a Západní Sahara v Africe a částečně i Filipíny v Asii. Mimo hispanofonní země tvoří španělsky mluvící obyvatelstvo významnější část populace států Belize a USA (zhruba 44 100 000 lidí a 14,8% podíl Hispánců ve Spojených státech).

## Názvy měst a míst
Při zakládání nových osad a poznávání území pojmenovávali Španělé města, hory a jiné geografické prvky často podle různých světců nebo podle názvů španělských měst (např. San Juan, San José, San Antonio, Santa Ana, San Salvador, Santo Domingo, Santiago, San Diego a Córdoba, Granada, Leon, Cartagena, Guadalajara).

## Přehled států
| Stát               | Populace (2017) | Rozloha [km²] | Hlavní město        | HDP (v paritě kupní síly) [ dolarů/obyv./rok] (rok 2017) | Měna                           |
| ------------------ | --------------- | ------------- | ------------------- | -------------------------------------------------------- | ------------------------------ |
| Argentina          | 44 293 293      | 2 780 400     | Buenos Aires        | 20 676                                                   | Argentinské peso               |
| Bolívie            | 11 138 234      | 1 098 581     | Sucre               | 7 542                                                    | Bolivijský boliviano           |
| Chile              | 17 789 267      | 756 102       | Santiago de Chile   | 24 587                                                   | Chilské peso                   |
| Dominik. republika | 10 734 247      | 48 670        | Santo Domingo       | 16 965                                                   | Dominikánské peso              |
| Ekvádor            | 16 290 913      | 283 561       | Quito               | 11 234                                                   | Americký dolar + vlastní mince |
| Guatemala          | 15 460 732      | 108 889       | Ciudad de Guatemala | 8 172                                                    | Guatemalský quetzal            |
| Honduras           | 9 038 741       | 112 090       | Tegucigalpa         | 5 498                                                    | Honduraská lempira             |
| Kolumbie           | 47 698 524      | 1 138 910     | Bogotá              | 14 454                                                   | Kolumbijské peso               |
| Kostarika          | 4 930 258       | 51 100        | San José            | 17 149                                                   | Kostarický colón               |
| Kuba               | 11 147 407      | 110 860       | Havana              | 12 300                                                   | Kubánské peso                  |
| Mexiko             | 124 574 795     | 1 964 375     | Ciudad de México    | 19 479                                                   | Mexické peso                   |
| Nikaragua          | 6 025 951       | 130 370       | Managua             | 5 822                                                    | Nikaragujská córdoba           |
| Panama             | 3 753 142       | 75 420        | Panamá              | 24 262                                                   | Panamská balboa                |
| Paraguay           | 6 943 739       | 406 752       | Asunción            | 9 785                                                    | Paraguayský guaraní            |
| Peru               | 31 036 656      | 1 285 216     | Lima                | 13 341                                                   | Peruánský sol                  |
| Portoriko (USA)    | 3 351 827       | 9 104         | San Juan            | 37 895                                                   | Americký dolar                 |
| Salvador           | 6 172 011       | 21 041        | San Salvador        | 8 934                                                    | Americký dolar                 |
| Uruguay            | 3 360 148       | 176 215       | Montevideo          | 22 445                                                   | Uruguayské peso                |
| Venezuela          | 31 304 016      | 912 050       | Caracas             | 12 388                                                   | Venezuelský bolívar            |